# Pellokielas
Pellokielas este o arie protejată (arie specială de conservare — SAC, sit de importanță comunitară — SCI) din Suedia întinsă pe o suprafață de 208,1 ha, integral pe uscat.

## Localizare
Centrul sitului Pellokielas este situat la coordonatele 66°36′02″N 21°18′54″E / 66.6005°N 21.315°E.

## Înființare
Situl Pellokielas a fost declarat sit de importanță comunitară în decembrie 1995 pentru a proteja un număr necunoscut de specii din flora spontană și fauna sălbatică aflate în arealul zonei. Situl a fost protejat și ca arie specială de conservare în martie 2011.

## Biodiversitate
Situată în ecoregiunea boreală, aria protejată conține 5 habitate naturale: Taiga vestică, Mlaștini împădurite, Cursuri de apă de la nivel de câmpie la nivel montan, cu vegetație Ranunculion fluitantis și Callitricho-Batrachion, Mlaștini turboase de tranziție și turbării mișcătoare, Turbării Aapa.
La baza desemnării sitului se află un număr nedeclarat de specii protejate.